# Medal Jana Masaryka
Medal Jana Masaryka – najwyższa nagroda przyznawana przez Ministerstwo Spraw Zagranicznych Republiki Czeskiej imienia Jana Masaryka (1886-1948), czeskiego dyplomaty i ministra spraw zagranicznych. Wyróżnieniem tym honorowani są zwykle obcokrajowcy szczególnie zasłużeni dla współpracy z Republiką Czeską.

## Wyróżnieni
Polacy nagrodzeni medalem
- Stefan Witczak, ksiądz prałat, kapelan Solidarności Polsko-Czesko-Słowackiej
- Andrzej Jagodziński, tłumacz, dyrektor Instytutu Polskiego w Pradze
- Janusz Janeczek, rektor Uniwersytetu Śląskiego[1], (2006)
- Władysław Kółeczko, inżynier-wynalazca[2], (2005)

Polskie instytucje nagrodzone medalem
- Wyższa Szkoła Biznesu w Dąbrowie Górniczej[3] (2007)
- Euroregion Silesia[4] (2007)
- Biblioteka Śląska[5] (2007)